# Mot-forme
Pour les articles homonymes, voir Forme.
Un mot-forme est un mot, n'importe lequel, considéré dans son aspect non sémantique mais graphique.
La notion de mot-forme a été développée par le linguiste Igor Mel'čuk. Il s'agit d'une notion de lexicologie qui s'oppose à celle de lemme (ou lexie). Alors que le lemme désigne un mot en tant qu'il est porteur d'une certaine autonomie sémantique, le mot-forme ne désigne que le mot dans sa dimension la plus traditionnelle. J'arrive est constitué de deux lemmes, et on peut dire aussi qu'il est constitué de deux mots-formes : la différence des deux notions n'est pas sensible ; mais pomme de terre est constitué d'un seul lemme et de trois mots-formes pomme, de et terre.